# ハツ*ハル
『ハツ*ハル』は、藤沢志月による日本の漫画作品。『ベツコミ』（小学館）2014年2月号から2018年5月号まで連載された。単行本は全13巻。

## あらすじ
学校内でとてもモテて、女の子と遊んでばかりの主人公、一ノ瀬海が、小学校の頃に地元に引っ越し、転校してきた小鳥遊リコに初めての恋をして、お互いの心情に変化が現れ、親密な仲になっていく。

## 登場人物
一ノ瀬 海（いちのせ かい）
高校1年生。学年1のモテ男＆チャラ男。リコとは小学校の頃からの幼なじみで犬猿の仲だったが、生意気で凶暴だと思っていたリコの女の子らしい一面を見てリコへの思いが恋だと自覚する。学校では、よく太郎、貴也、美樹の3人と行動しており人気のあまり周りから一目置かれている。貴也とは小学校からの幼なじみ。自分の両親や姉夫婦と同居しており、大家族。
小鳥遊 リコ（たかなし リコ）
高校1年生。名古屋から小学生の頃に海の小学校に転校してくる。喧嘩っ早く傷をよく作っていたが作るたび「女の子なんだから」と自分を女の子扱いしてくれる諏訪先生の事が好きになり、片思いになる。本当は自分より他人を優先する優しい性格。諏訪先生に彼女がいることを知っている。
諏訪先生（すわせんせい）
海達のクラスの副担任。学生時代からの彼女がいる。私的な場ではリコを「リコちゃん」と呼び、妹的存在としてみている。
三崎 貴也（みさき たかや）
高校1年生。海とは幼なじみ。面倒なことにはなるべく関わりたくないクールな性格。
寅丸 太郎（とらまる たろう）
高校1年生。海の友達。女の子が大好きなプレイボーイ。実家の寺の跡継ぎである。そのため神社の娘である神楽から嫌われている。
桐谷 美樹（きりたに みき）
高校１年生。海の友達。身長が低く可愛らしい容姿をしている。そのため女の子に間違えられることが多く、その事を度々気にしている。

## 書誌情報
- 藤沢志月 『ハツ*ハル』 小学館 〈フラワーコミックス〉、全13巻
  1. 2014年6月26日発売[3]、ISBN 978-4-09-136090-8
  2. 2014年10月24日発売[4]、ISBN 978-4-09-136399-2
  3. 2015年3月26日発売[5]、ISBN 978-4-09-136823-2
  4. 2015年6月26日発売[6]、ISBN 978-4-09-137163-8
  5. 2015年8月26日発売[7]、ISBN 978-4-09-137652-7
  6. 2016年1月26日発売[8]、ISBN 978-4-09-138282-5
  7. 2016年4月26日発売[9]、ISBN 978-4-09-138369-3
  8. 2016年9月26日発売[10]、ISBN 978-4-09-138480-5
  9. 2017年2月24日発売[11]、ISBN 978-4-09-139117-9
  10. 2017年6月26日発売[12]、ISBN 978-4-09-139189-6（スペシャルイラストブック付き限定版（通常版と同日発売）[13]、ISBN 978-4-09-941892-2）
  11. 2017年9月26日発売[14]、ISBN 978-4-09-139469-9
  12. 2018年2月26日発売[15]、ISBN 978-4-09-139844-4
  13. 2018年7月26日発売[16]、ISBN 978-4-09-870133-9